# Commandant X
Commandant X est une série télévisée française en dix épisodes en noir et blanc, réalisée par Jean-Paul Carrère et créée par Jacques Antériou et Guillaume Hanoteau, diffusée d'abord sur la RTF puis sur la première chaîne de l'ORTF entre 1962 et 1965.

## Synopsis
Les missions d'un agent secret du renseignement français pendant et après la Seconde Guerre mondiale...

## Distribution
- Michel de Ré : Commandant X
- Nicole Hiss : Élisabeth Grenier
- Hervé Sand : Ludo
- Jean Franval : le Géant
- Alice Sapritch : Kortza
- Jaques David : Equitos

## Épisodes
1. Le Dossier Morel (55 minutes)
2. Le Dossier Élisabeth Grenier (62 minutes)
3. Le Dossier Pierre Angelet (70 minutes)
4. Le Dossier boîte aux lettres (70 minutes)
5. Le Dossier Londres (65 minutes)
6. Le Dossier Saint-Mathieu (75 minutes)
7. Le Dossier cour d'assises (82 minutes)
8. Le Dossier Amazonie (65 minutes)
9. Le Dossier Pyrénées (62 minutes)
10. Le Dossier Edelweiss (55 minutes)